# Paul Green (Fußballspieler)
Paul Jason Green (* 10. April 1983 in Pontefract, England) ist ein englisch-irischer Fußballspieler.

## Karriere
In der Jugend spielte Paul Green bei den Doncaster Rovers und 2001 wechselte er in die erste Mannschaft, die damals noch fünftklassig spielte. Nach einem Jahr hatte er sich bereits als Spieler in der Stammelf etabliert und schaffte dann mit der Mannschaft in zwei Jahren den Durchmarsch in die Football League One, die dritthöchste Spielklasse in England. Während sich das Team in der Liga etablierte, blieb er ein zuverlässiger Spieler im Mittelfeld von Doncaster. In der Saison 2007/08 erreichte das Team die Aufstiegs-Play-offs und schaffte mit seiner Beteiligung den Aufstieg in die zweite Liga, die Football League Championship.
Trotzdem verließ Green nach sieben Jahren im Seniorenbereich Doncaster und schloss sich dem Premier-League-Absteiger Derby County an. Dort gehörte er von Anfang an zur ersten Elf und wurde zu einem Schlüsselspieler. Allerdings wurde er auch immer wieder von Verletzungen beeinträchtigt, so dass er in vier Jahren nur zwei Drittel der Ligaspiele bestreiten konnte. 2012 lief sein Vertrag aus.

## Nationalmannschaft
Nachdem sich Paul Green bei Derby County etabliert hatte, bekam er im Mai 2010 auch in der irischen Nationalmannschaft eine Chance. Green ist eigentlich Engländer, aber darf wegen seiner irischen Vorfahren auch für die Republik Irland antreten. Am 25. Mai 2010 gab er sein Debüt in einem Testspiel gegen Paraguay, zwei Tage später stand er gegen Algerien in der Startelf und erzielte sein erstes Länderspieltor.
Danach wurde er auch in der Qualifikation für die Fußball-Europameisterschaft 2012 eingesetzt, verpasste aber aufgrund einer langfristigen Knieverletzung die entscheidende Phase und die beiden Play-off-Spiele, in denen sich die Iren die Turnierteilnahme sicherten. Vor der EM kam er nur noch einmal als Einwechselspieler im Nationaltrikot zum Einsatz. Trotzdem wurde er Ende Mai 2012 als Ersatz für den verletzten Keith Fahey in das EM-Aufgebot Irlands aufgenommen.

## Erfolge
- Aufstieg in die Football League Division Three 2003 mit den Doncaster Rovers
- Aufstieg in die Football League One 2004 mit den Doncaster Rovers
- Aufstieg in die Football League Championship 2008 mit den Doncaster Rovers